# Gary Valente
Gary Valente (* 26. Juni 1953 in Worcester (Massachusetts)) ist ein amerikanischer Posaunist des Modern Creative Jazz.

## Leben und Wirken
Nach Abschluss seines Studiums arbeitete Valente vorrangig bei Carla Bley (bis 1996) und war mit ihrer Band auch an Nick Masons Album Fictitious Sports (1981) beteiligt. 1982 wirkte er im Liberation Music Orchestra von Charlie Haden mit, mit dem er auch auf den Berliner Jazztagen auftrat. Daneben spielte er mit Ed Schuller, aber auch mit George Russell, Joe Lovano, George Gruntz, Andy Sheppard, Lester Bowie, Gato Barbieri, Paquito D’Rivera, Jean-Marie Machado, Matt Manieri oder den „Jazz Warriors“. Gemeinsam mit seinen Kollegen Ray Anderson, Craig Harris und George Lewis bildete er das A cappella spielende Posaunenquartett Slideride. Zu hören ist er auch auf Joe Daleys Album The Seven Deadly Sins (2010).
Valente zeichnet sich durch einen „extrem kraftvollen, stolzen Posaunenton“ aus (so Ssirus W. Pakzad).

## Lexigraphische Einträge
- Martin Kunzler: Jazz-Lexikon. Band 2: M–Z (= rororo-Sachbuch. Bd. 16513). 2. Auflage. Rowohlt, Reinbek bei Hamburg 2004, ISBN 3-499-16513-9.
- Ssirus W. Pakzad. In: Wolf Kampmann (Hrsg.), unter Mitarbeit von Ekkehard Jost: Reclams Jazzlexikon. Reclam, Stuttgart 2003, ISBN 3-15-010528-5.